# The A Team
"The A Team" é uma canção gravada pelo cantor e compositor britânico Ed Sheeran, contida em seu álbum de estreia + (2011). Escrita por ele mesmo e produzida por Jake Gosling, a faixa foi lançada como primeiro single do projeto.

## Desempenho nas tabelas musicais

### Paradas semanais
| Parada (2011–12)                               | Melhor posição |
| ---------------------------------------------- | -------------- |
| O campo songid é OBRIGATÓRIO PARA PARADA ALEMÃ | 9              |
| Austrália (ARIA)                               | 2              |
| Áustria (Ö3 Austria Top 75)                    | 19             |
| Bélgica (Ultratop 50 de Flandres)              | 18             |
| Bélgica (Ultratip Bubbling Under da Valônia)   | 26             |
| Canadá (Canadian Hot 100)                      | 29             |
| Escócia (Scottish Singles Chart)               | 2              |
| Eslováquia (Rádio Top 100)                     | 84             |
| Espanha (PROMUSICAE)                           | 44             |
| Estados Unidos (Billboard Hot 100)             | 16             |
| Estados Unidos (Pop Songs)                     | 9              |
| Estados Unidos (Rock Songs)                    | 4              |
| Estados Unidos (Adult Pop Songs)               | 6              |
| França (SNEP)                                  | 43             |
| Irlanda (IRMA)                                 | 3              |
| Israel (Media Forest)                          | 6              |
| Japão (Japan Hot 100)                          | 5              |
| Noruega (VG-lista)                             | 5              |
| Nova Zelândia (Recorded Music NZ)              | 3              |
| Países Baixos (Dutch Top 40)                   | 5              |
| Reino Unido (UK Singles Chart)                 | 3              |
| ERRO: DEVE FORNECER ano PARA PARADA checa      | 31             |
| Suécia (Sverigetopplistan)                     | 27             |
| Suíça (Schweizer Hitparade)                    | 23             |

### Paradas anuais
| Parada (2011)                         | Posição |
| ------------------------------------- | ------- |
| Austrália (Australian Singles Charts) | 24      |
| Reino Unido (UK Singles Chart)        | 8       |

## Histórico de lançamento
| País           | Data                    | Formato          | Gravadora        |
| -------------- | ----------------------- | ---------------- | ---------------- |
| Irlanda        | 10 de junho de 2011     | download digital | Atlantic Records |
| Reino Unido    | 1 de maio de 2011       | download digital | Atlantic Records |
| Reino Unido    | 10 de junho de 2011     | download digital | Atlantic Records |
| Reino Unido    | 13 de junho de 2011     | CD single        | Atlantic Records |
| Estados Unidos | 27 de fevereiro de 2012 | airplay          | Atlantic Records |